# I'm the Problem (singolo)
I'm the Problem è un singolo del cantante country statunitense Morgan Wallen, pubblicato il 31 gennaio 2025. Il singolo è stato estratto dall'omonimo quarto album in studio.

## Promozione e pubblicazione
Circa un anno dopo la pubblicazione del suo terzo album in studio One Thing at a Time, a partire dal gennaio 2024 Morgan Wallen iniziò a pubblicare alcune anticipazioni di nuovi brani sui suoi canali social. Il 12 gennaio 2024 l'artista pubblicò una ballata allora intitolata I Guess, in seguito rinominata I'm the Problem. Immediatamente dopo la canzone è diventata virale su TikTok, ottenendo critiche però da parte dei fan in quanto ritenuta "narcisista" per via del suo testo.
Il 24 gennaio 2025 Wallen annuncia il titolo del nuovo quarto album in studio, omonimamente intitolato I'm the Problem, unitamente al suo nuovo tour. Con l'occasione, l'artista comunica anche che il brano I'm the Problem sarebbe stato pubblicato il 31 gennaio successivo come quarto estratto dell'album.

## Classifiche
| Classifica (2024) | Posizione massima |
| ----------------- | ----------------- |
| Australia         | 21                |
| Canada            | 3                 |
| Irlanda           | 43                |
| Norvegia          | 22                |
| Nuova Zelanda     | 37                |
| Regno Unito       | 44                |
| Stati Uniti       | 2                 |
| Svezia            | 55                |